# Население на Уругвай
Населението на Уругвай през 2019 г. е 3 518 000 души .

## Възрастов състав
(2008)
- 0 – 14 години: 22,7% (мъже 401 209 / жени 388 315)
- 15 – 64 години: 64% (мъже 1 105 891 / жени 1 120 858)
- над 65 години: 13,3% (мъже 185 704 / жени 275 801)

(2009)
- 0 – 14 години: 22,4% (мъже 397 942 / жени 385 253)
- 15 – 64 години: 64,3% (мъже 1 115 963 / жени 1 129 478)
- над 65 години: 13,3% (мъже 187 176 / жени 278 570)

## Коефициент на плодовитост
- 2009 – 1,92
- 2020 – 1,40

## Расов състав
- бели – 88%
- метиси – 8%
- чернокожи – 4 %

### Бели уругвайци
Белите уругвайци са мнозинството от населението в Уругвай, съставлявайки 88% от населението или около 3 100 000 души. Сред бялото население най-голям дял заемат испанците, следвани от италианци, французи, германци, португалци, англичани, руснаци, поляци, българи, украинци, литовци, нидерландци, хървати, гърци, арменци и други.
Смята се, че около 1 милион уругвайци имат предци от индиански (от племената чаруа и гуарани) или африкански произход. При неотдавнашни изследвания на ДНК е установено, че около 50% от тях са с такъв произход.
Уругвай е страната с най-голям относителен дял на български имигранти в Южна Америка. Те са се преселили основно преди Втората световна война. В абсолютно изражение обаче броят на българите е по-голям в съседна Аржентина.

## Религия
- 54% – католици
- 11% – протестанти
- 0,8% – юдаисти

## Езици
Официален език в Уругвай е испанският.